# Lista dos hipódromos extintos no Brasil
Lista organizada por estado brasileiro de hipódromos cujas construções não mais existem ou sao ocupadas por outras atividades:

## Amazonas
- Prado Amazonense, em Manaus

## Bahia
- Hippodromo S.Salvador, em Salvador

## Ceará
- Hipódromo Stênio Gomes da Silva, em Fortaleza

## Goiás
- Prado Cristalinese, em Cristalina

## Minas Gerais
- Prado Mineiro, em Belo Horizonte
- Hipódromo Serra Verde, em Belo Horizonte
- Hipódromo de Araguari, em Araguari

## Paraná
- Prado Curitibano/ Hipódromo do Guabirotuba, em Curitiba

## Pernambuco
- Hipódromo de Campo Grande, em Recife

## Rio de Janeiro
- Prado Guarany, no Rio de Janeiro
- Club de Corridas/Prado Fluminense, no Rio de Janeiro
- Prado do Derby Club ( Maracanã), no Rio de Janeiro
- Prado do Turf Club, no Rio de Janeiro
- Hipódromo Lineu de Paula Machado, em Campos dos Goytacazes

## Rio Grande do Sul
- Prado da  Estrada do Matto Grosso (Partenom) , em Porto Alegre
- Prado Boa Vista, em Porto Alegre
- Prado Navegantes, em Porto Alegre
- Prado Riograndense , em Porto Alegre
- Prado Independencia  & Hipodromo dos Moinhos de Vento , em Porto Alegre
- Hipódromo da Vila Mathias Velho, em Canoas
- Hipódromo da Vila São Miguel, em Rio Grande
- Hipódromo 20 de Setembro , em Bagé
- Hipódromo do Passo D´Areia, em Santa Maria

## São Paulo
- Prado da Mooca , em São Paulo
- Prado da Ponta da Praia , em Santos
- Hipódromo Sãocarlense , em São Carlos-SP
- Hipódromo do Bonfim , em Campinas
- Hipódromo Boa Vista , em Campinas

Nota: em fontes pequenas, os hipodromos que foram sucedidos por outros maiores, na mesma cidade

Nota: em fontes pequenas, e inclinadas (em itálico), os hipódromos com funcionamento efêmero apenas citados pelo registro histórico na cidade